# Nyctophilus microdon
Nyctophilus microdon é uma espécie de morcego da família Vespertilionidae. Endêmica de Papua-Nova Guiné, onde foi registrado em sete localidades.